# Pyricularia penniseti
Pyricularia penniseti är en svampart som beskrevs av Prasada & Goyal 1970. Pyricularia penniseti ingår i släktet Pyricularia och familjen Magnaporthaceae.   Inga underarter finns listade i Catalogue of Life.